# Paul Scheuerpflug
Paul Scheuerpflug (* 3. Juli 1896 in Netphen, Westfalen; † 8. August 1945 im Lazarett des Kriegsgefangenenlagers bei Auschwitz) war ein deutscher Offizier, zuletzt Generalleutnant im Zweiten Weltkrieg.

## Leben
Paul Scheuerpflug trat als Fahnenjunker im August 1914 in die preußische Armee ein. Mitte Juli 1915 wurde er im Infanterie-Regiment 118 zum Leutnant befördert. Er diente als Offizier im Ersten Weltkrieg.
Nach Ende des Krieges wurde er in der Reichswehr übernommen und war 1923 als Leutnant in der 4. MG-Kompanie des 15. Infanterie-Regiments. 1925 folgte seine Ernennung zum Oberleutnant. Weitere Positionen beim 15. Infanterie-Regiment folgten, u. a. als Adjutant und im Stab. Ab April 1936 war er Adjutant bei der 35. Infanterie-Division und wurde in dieser Position im Februar 1939 zum Oberstleutnant befördert.
Zu Kriegsbeginn war er ab September 1939 Adjutant bei der 35. Infanterie-Division. 1940/Anfang 1941 wurde er in der gleichen Position bei der Heeresgruppe F eingesetzt. Von April 1941 bis zur Umbenennung im Oktober 1942 war er Kommandeur des Infanterie-Regiments 116 der 9. Infanterie-Division. Anschließend folgten weitere Einsätze. Ab Ende Oktober 1943 wurde er Kommandeur der 68. Infanterie-Division und blieb dies bis Kriegsende. Im Januar 1944 wurde er erst zum Generalmajor und sieben Monate später zum Generalleutnant befördert. Mit der Division war er kurz vor Kriegsende u. a. in der Weichsel-Oder-Operation und der Niederschlesische Operation involviert.
Nach Kriegsende geriet er in sowjetische Gefangenschaft und starb in dieser.

## Auszeichnungen (Auswahl)
- Eisernes Kreuz (1914) II. und I. Klasse
- Spange zum Eisernen Kreuz II. und I. Klasse
- Verwundetenabzeichen (1939) in Schwarz
- Deutsches Kreuz in Gold
- Ritterkreuz des Eisernen Kreuzes mit Eichenlaub[6]
  - Ritterkreuz am 6. September 1942
  - Eichenlaub am 16. März 1945 (791. Verleihung)